# Admiral Essen (schip, 2016)

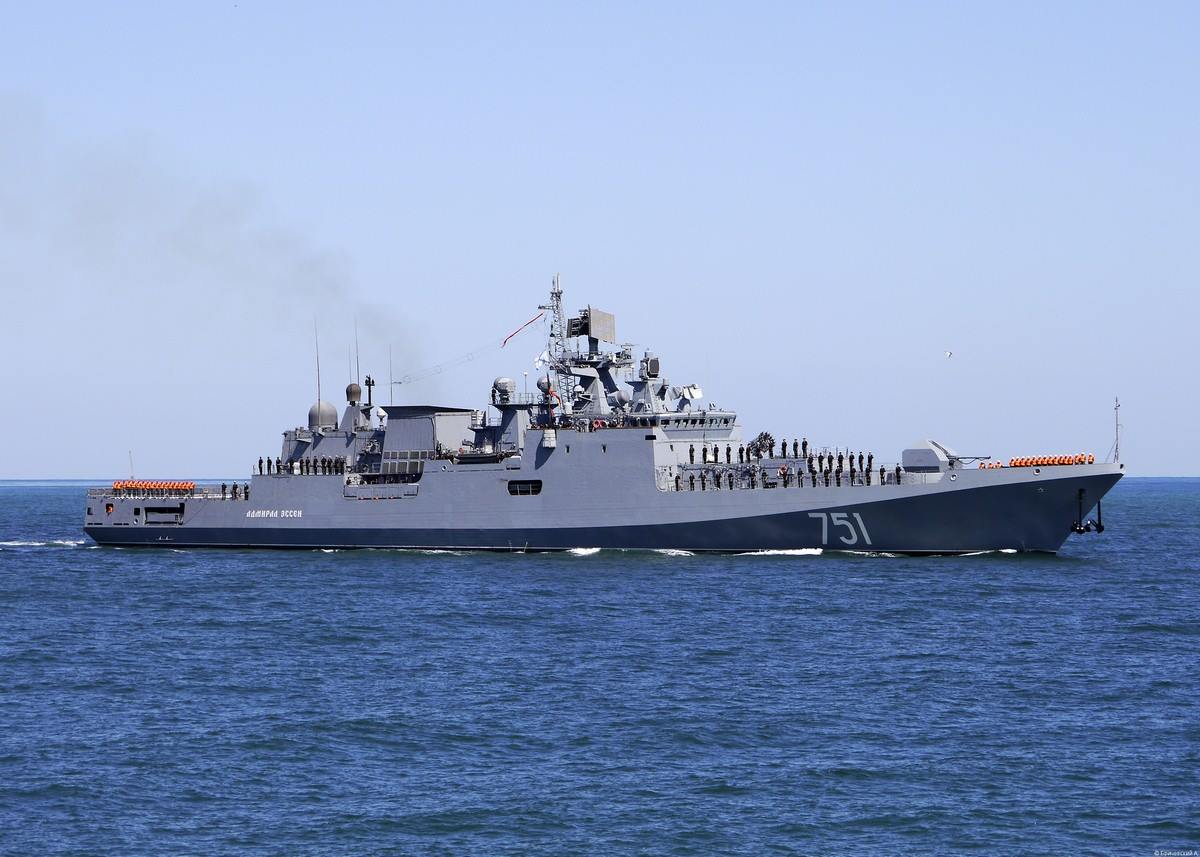
Admiral Essen op 5 juli 2017 in de Middellandse Zee

De Admiral Essen (Russisch: Адмирал Эссен) uit 2016 is het tweede van zes geplande en drie gebouwde fregatten van de Admiral Grigorovitsj-klasse van de Russische marine en vernoemd naar Admiral Nikolai Ottowitsch von Essen (1860-1915), opperbevelhebber van de Baltische vloot tijdens de Eerste Wereldoorlog.

## Gegevens
Het schip is 125 m lang, 15,2 m breed met 4,2 m diepgang en 3620 registerton waterverplaatsing.
Twee gasturbines van elk 6,3 MW voor kruissnelheid en twee gasturbines van elk 16 MW voor versnelling drijven twee scheepsschroeven aan. NPO Saturn ontwierp en bouwde de gasturbines, nadat Oekraïne weigerde ze te leveren.  
Het schip heeft een bereik van 8980 km en haalt 56 km/h. 
De bemanning telt 200 koppen, waaronder 18 officieren en 20 mariniers.

## Wapens
De wapens zijn 3M-54 Kalibr kruisvluchtwapens, P-800 Oniks of 3M22 Zirkon hypersonische antischeepsraketten die een kernkop kunnen dragen, een 100 mm-kanon, 24 Boek luchtdoelraketten, 8 9K38 Igla of 9K333 Verba luchtafweer, een RBU-6000 raketlanceerinrichting, A-213 Vympel-A afweer tegen antischeepsraketten, 2 x 2 533 mm- torpedobuizen en een Kamov Ka-27 helikopter.

## Bouw
Het schip is genoemd naar de Russische admiraal Nikolai Ottovitsj von Essen. 
De Yantar scheepswerf te Kaliningrad legde de kiel op 8 juli 2011 en liet het fregat op 7 november 2014 te water. Op 7 juni 2016 ging het fregat met pennantnummer 751 in dienst bij de Zwarte Zeevloot met als thuisbasis Sebastopol op de Krim.

## Syrië
In mei 2017 tijdens de Syrische burgeroorlog lanceerde Admiral Essen 3M-54 Kalibr kruisvluchtwapens tegen Hama en in september tegen Deir ez-Zor.

## Middellandse Zee
Op 25 augustus 2018 oefende de Admiral Essen samen met zusterschip Admiral Grigorovitsj in de Middellandse Zee.

## Oekraïne
Tijdens de Russische invasie van Oekraïne in 2022 lanceerde de Admiral Essen 3M-54 Kalibr kruisvluchtwapens tegen de stad Odessa.
Op 3 april 2022 raakte de Admiral Essen beschadigd bij een aanval met een R-360 Neptun antischeepsraket.
Op 12 april 2022 gaf het ministerie van Defensie der Russische Federatie een video vrij waarop de Admiral Essen een Oekraïens Bayraktar TB2 onbemand luchtvaartuig uit de lucht schiet met twee Boek luchtdoelraketten.
In de avond van 13 april 2022 nam de Admiraal Essen het zwaarbeschadigde en brandende vlaggenschip Moskva, dat door twee Oekraïense Neptun-raketten was geraakt, voor enkele uren op sleeptouw tot dit niet meer veilig kon. De Moskva zonk later die nacht.